# صیحه آسمانی
صیحه آسمانی یکی از نشانه‌های حتمی ظهور منجی از دیدگاه شیعیان است. از لحاظ لغوی به معنای بانگ و فریاد آسمانیست. صدای بسیار بلندی است که همه مردم زمین آن را به گوش خود خواهند شنید. بنا بر روایات این نشانه در سحرگاه بیست و سوم ماه رمضان سال ظهور مهدی رخ می‌دهد.

## پدیدار شدن دستی در آسمان
در روایتی منسوب به علی بن ابی‌طالب دربارهٔ حوادث مرتبط با صیحه آسمانی آمده:
... آنگاه امور مردم هرگز اصلاح نمی‌شود، و هرگز نمی‌توانند در اطراف یک محور گرد آیند، تا هنگامی که منادی از آسمان بانگ برمی‌آورد که به سوی فلانی بشتابید و از او دور نشوید، سپس کف دستی در آسمان ظاهر می‌شود، و به سوی او اشاره می‌کند.
همچنین در روایتی منسوب به محمد بن عبدالله آمده که دو شب گذشته از ماه رمضان نشانه‌ای در آسمان ظاهر می‌شود.

## ندای اول
در یک روز صدایی از آسمان برمی‌خیزد که خطاب به مردم، نام قائم را صدا می‌زند. این صدا که متعلق به جبرئیل است در اول روز می‌گوید که حق با آل علی و شیعیان اوست.